# Nesoecia brasiliensis
Nesoecia brasiliensis is een rechtvleugelig insect uit de familie sabelsprinkhanen (Tettigoniidae). De wetenschappelijke naam van deze soort is voor het eerst geldig gepubliceerd in 1915 door Bruner. Zoals de naam al doet vermoeden, komt deze soort voor in Brazilië.